# Argentinas erövring av öknen
Argentinas erövring av öknen (spanska: Conquista del desierto) var ett militärt fälttåg på initiativ av främst general Julio Argentino Roca under 1870- och 80-talen, där målet var att erövra Patagonien, som var befolkat av indianer. Under General Roca, stärktes Argentinas inflytande i området, och gjorde slut på möjligheterna till chilensk expansion där. Européer anländer, och Argentina blev en stormakt inom jordbruket under tidigt 1900-tal. Erövringen minns man i Argentina på 100 peso-sedeln.

### Fotnoter
1. ↑  Carroll, Rory (13 januari 2011). ”Argentinian founding father recast as genocidal murderer”. The Guardian. http://www.guardian.co.uk/world/2011/jan/13/argentinian-founding-father-genocide-row.
2. ↑  Argentinsk peso